# 固有宿主
固有宿主（こゆうしゅくしゅ）とは、ある寄生虫が寄生したとき2分裂や多分裂、出芽による増殖または成虫まで成長し虫卵や幼虫を産出することができる宿主のことをいう。主に終宿主のことを示すことが多い。固有宿主の例として、ヒト回虫（Ascaris lumbricoides)は感染後にヒトの肝臓や心臓、肺などを巡ったあと小腸で生殖を行い次世代の虫卵を産出する。他にも、アニサキス類（Anisakis spp)は中間宿主であるオキアミや待機宿主の魚介類を経由して終宿主であるクジラやイルカなどの水棲哺乳類に寄生し生活環を一巡する。